# The Girl from Monday
The Girl from Monday és una pel·lícula estatunidenca del 2005 dirigida per Hal Hartley. La pel·lícula tracta les conseqüències de la monopolització empresarial i la globalització. Filmada a la ciutat de Nova York i Puerto Rico, la pel·lícula es va mostrar per primera vegada al Festival de Cinema de Sundance. Després d'una tirada limitada a Nova York, es va mostrar en diversos festivals d'Amèrica i Europa.

## Argument
Algun temps en el futur Estats Units, un ésser d'un altre planeta (Abracos) arriba a la Terra i pren forma humana.
En veu en off, Jack Bell (Bill Sage), un executiu de publicitat, explica com les seves idees van arribar per portar la "triple M" al poder i reduir els éssers humans a mers consumidors, peons de la corporació. Salts enrere mostren la seva visita a una "botiga d'armes" per comprar una pistola, i un intent de suïcidi al seu cotxe.
La idea innovadora que Jack aporta a Triple M és que, com que les persones sexualment actives són els consumidors més actius, les persones registraran cadascuna de les seves trobades sexuals com una transacció econòmica. Això augmentarà la seva puntuació de desitjabilitat, el seu valor com a productes sexuals i, per tant, també la seva qualificació creditícia. A causa de la seva relació directa amb la qualificació creditícia i el poder adquisitiu, hi ha pòlisses d'assegurança que cobreixen la desitjabilitat sexual d'una persona.
Per donar-se una coartada durant una acció que planejava per a la contrarevolució, Jack intenta connectar-se amb la seva companya de feina Cecile (Sabrina Lloyd), però es desanima, la qual cosa porta la companyia d'assegurances a investigar per què va passar això. Jack afirma que no ha pogut tenir relacions sexuals amb èxit des que la seva dona es va ofegar a l'oceà. L'agent d'assegurances decideix que no és culpa de la Cecile i la seva prima continua sent la mateixa, mentre que la de Jack s'eleva. Mentrestant, l'assalt contrarevolucionari previst a la seu de Triple M es veu frustrat d'alguna manera i els contrarevolucionaris fugen. Les emissions informatives afirmen que dues persones van ser assassinades i la policia comença la recerca dels autors.
Per casualitat, Cecile es troba amb William, un jove líder de la contrarevolució, que la porta a un lloc on la gent té sexe només perquè se sent lliure i bé. Cecile és arrestada per tenir sexe no econòmic, ara criminalitzada per Triple M, i condemnada a "dos anys de treballs forçats... ensenyant secundària". Les classes s'imparteixen a través de cascs de realitat virtual, mentre que els alumnes estan armats legalment i drogats diàriament amb medicaments contra l'ansietat. Casualment, William és un dels estudiants de Cecile. Cecile llegeix el llibre de Henry David Thoreau Walden, que William li va passar en secret i s'inspira per unir-se a la contrarevolució.
Mentrestant, Jack condueix a la platja on sembla que la seva dona es va ofegar. Pren una sobredosi de píndoles i vodka, però perd el coneixement abans de poder disparar-se. William el troba, el creu mort i agafa la pistola per continuar les seves activitats contrarevolucionàries. Quan Jack recupera la consciència, troba la noia del planeta Monday (anomenada així pel seu descobridor, Vincent Monday, explica Jack en veu en off) sorgida de l'aigua. Ell la porta a casa i li ensenya com encaixar en la societat humana. La noia es diu "Ningú"; ha arribat per recuperar un "immigrant" anterior del seu planeta. Diverses coincidències i aventures més tard, inclòs un trio entre Jack, Cecile i Ningú, una incursió policial a una botiga de vestits i Ningú es prostitueix amb la directora de l'escola secundària de Cecile per aconseguir que Cecile l'alliberin de la presó, Ningú està convençut que la seva missió és un fracàs i ella decideix anar a casa.
Jack, resulta que també és un "immigrant" d'aquest planeta, i ha intentat i no ha aconseguit tornar a casa. Es dirigeixen a l'oceà, on la noia entra a l'aigua i desapareix. Jack diu que no sap si ho va fer o no.

## Repartiment
- Bill Sage : Jack Bell
- Sabrina Lloyd : Cecile
- Tatiana Abracos : The Girl From Monday
- Leo Fitzpatrick : William
- DJ Mendel : Abercrombie
- James Urbaniak : Funk
- Juliana Francis : Rita

## Recepció
Stephen Holden, que escriu per a The New York Times, opina que "Com tantes fantasies de ciència-ficció, la nova pel·lícula de Hal Hartley comença amb una premissa satírica intel·ligent, i després s'ensopega intentant explicar una cosa coherent, història original". Peter Hanson, que va escriure per a Film Threat, lao va anomenar "Una pel·lícula profundament innecessària".
En comparació amb el treball anterior de Hartley, aquesta pel·lícula i No Such Thing "pot ser que no tinguessin l'impacte dels seus primers llargs, [però] sens dubte demostren que Hartley és un director que encara no té por de desmuntar i tornar a muntar el mitjà."

## Mitjans domèstics
El llançament del DVD de la regió 1 va sortir el 7 de novembre de 2006 i es va posar a disposició dels clients de Netflix per llogar-los.
Artificial Eye va llançar el DVD en format PAL de la regió 2 com a part de la seva Hal Hartley Collection, disponible com a edició independent o en un conjunt de 3 discos amb Trust i Henry Fool.
El 2012, el guió de la pel·lícula es va publicar exclusivament al lloc web de Hal Hartley en un llibre que també incloïa els guions de The Book of Life i No Such Thing.

## Premis
Va participar al XXXVIII Festival Internacional de Cinema Fantàstic de Catalunya, on va guanyar el Premi Noves Visions.